# Cantonul Brest-Cavale-Blanche-Bohars-Guilers
Cantonul Brest-Cavale-Blanche-Bohars-Guilers este un canton din arondismentul Brest, departamentul Finistère, regiunea Bretania, Franța.

## Comune
- Bohars
- Brest (parțial, reședință)
- Guilers